# Шајвет
Шајвет (фр. Chaillevette) насеље је и општина у западној Француској у региону Нова Аквитанија, у департману Приморски Шарант која припада префектури Рошфор.
По подацима из 2003. године у општини је живело 1 200 становника, а густина насељености је износила 108 | становника/km². Општина се простире на површини од 10,03 km². Налази се на средњој надморској висини од 10 m метара (максималној 28 m, а минималној 0 m m).

## Демографија
| 1962. | 1968. | 1975. | 1982. | 1990. | 1999. | 2003. | 2011. |
| ----- | ----- | ----- | ----- | ----- | ----- | ----- | ----- |
| 1.120 | 1.073 | 1.011 | 1.019 | 1.031 | 1.082 | 1.200 | 1.444 |

График промене броја становника у току последњих година